# Neale Donald Walsch
Neale Donald Walsch (sinh ngày 10 tháng 9 năm 1943) là một tác giả người Mỹ nổi tiếng vì bộ sách Đối thoại với Thượng đế. Bên cạnh đó, ông còn là một diễn viên, nhà biên kịch và diễn giả.

## Tiểu sử
Walsch được nuôi dưỡng như một người Ki-tô giáo bởi một gia đình luôn khuyến khích ông tìm kiếm chân lý về mặt tâm linh. Ông học thần học so sánh một cách không chính thức trong nhiều năm. Ông nói rằng những cuốn sách của mình không phải là thông linh, mà chúng được truyền cảm hứng bởi Thượng đế và chúng có thể giúp một người liên hệ với Ngài từ góc độ hiện đại. Quan điểm của Walsch là sự mở rộng và thống nhất tất cả các thần học hiện nay để làm cho chúng phù hợp hơn với thời đại và ngày nay của chúng ta. Ông đã tạo ra Humanity's Team như một phong trào tâm linh có mục đích là giao tiếp và thực hiện niềm tin Tâm linh Mới của mình, đặc biệt là tất cả chúng ta là một với Thượng đế và một với sự sống, trong một trạng thái chung toàn cầu. Walsch lập luận rằng bạn có thể đạt được trạng thái này bằng hành động giúp đỡ người khác: "Cách nhanh nhất để áp dụng bất cứ điều gì trong cuộc sống của bạn là giúp người khác áp dụng nó... Cách nhanh nhất để sử dụng bất kỳ trí tuệ nào tồn tại trong tâm hồn bạn là để giúp đỡ người khác... Vì tất cả chúng ta là một". Walsch có chín người con. Ông có một ngôi nhà ở miền nam Oregon, nơi ông sống với vợ, Em Claire, một nhà thơ đang làm việc.

## Sự nghiệp
Trước khi viết bộ sách Đối thoại với Thượng đế (Conversations with God), Walsch đã làm nhiều công việc khác nhau với tư cách là giám đốc chương trình đài phát thanh, biên tập viên quản lý tờ báo, và tiếp thị và quan hệ công chúng. Vào đầu những năm 1990, ông đã phải chịu hàng loạt đổ vỡ trong cuộc sống và sự nghiệp—một trận hỏa hoạn thiêu rụi tất cả đồ đạc của mình, cuộc hôn nhân tan vỡ và một tai nạn xe hơi khiến ông bị gãy cổ. Sau khi bình phục, nhưng cô đơn và thất nghiệp, ông buộc phải sống trong một căn lều ở Jackson Hot Springs, ngay ngoại ô Ashland, Oregon, thu thập và tái chế lon nhôm để kiếm miếng ăn. Vào thời điểm đó, Walsch nghĩ rằng cuộc đời mình đã kết thúc. Tuyệt vọng, ông bắt đầu viết tác phẩm để đời của mình sau khi nỗ lực thoát khỏi cảnh vô gia cư và sau thời gian làm người dẫn chương trình trò chuyện trên đài phát thanh.
Cuốn sách đầu tiên của ông, Đối thoại với Thượng đế, được xuất bản vào năm 1995 và đã trở thành một cuốn sách bán chạy nhất trên thế giới. Nó vẫn nằm trong Danh sách Bán chạy nhất của New York Times trong 135 tuần. Sáu cuốn sách khác của ông đã lọt vào danh sách của Times trong những năm kể từ đó. Ông đã xuất bản 28 cuốn sách và các tác phẩm của ông đã được dịch sang 37 thứ tiếng.
Phim Conversations With God: The Movie ra rạp Mỹ vào năm 2006 vào ngày 27 tháng 10 và ở Canada vào ngày 10 tháng 11. Phim được phát hành trên DVD vào tháng 2 năm 2007. Các đoạn phim có thể tìm thấy trên YouTube.

## Tác phẩm

### Đối thoại với Thượng đế
Vui lòng xem Thư mục tham khảo tại Đối thoại với Thượng đế.

### Các tác phẩm khác
Walsch đã viết một số cuốn sách khác mà ông mô tả là "trong vũ trụ học CwG", không cuốn nào trong số đó là những cuộc đối thoại với Thượng đế, nhưng cung cấp cho người đọc những hiểu biết sâu sắc của Walsch:
1. Applications for Living from Conversations With God (gồm cả ba cuốn; Relationships, Holistic Living và Abundance and Right Livelihood) (4 tháng 11 năm 1999) ISBN 978-0-34076-833-4
2. Part of the Change: Your Role As A Spiritual Helper (1 tháng 6 năm 2005) ISBN 978-097547-822-6
3. Conversations with God: The Making of the Movie (Photos & Stories) (của Monty Jones với Neale Donald Walsch) (10 tháng 8 năm 2006) ISBN 1-57174-499-1
4. The Mother of Invention: The Legacy of Barbara Marx Hubbard and the Future of YOU (15 tháng 1 năm 2011) ISBN 978-1-40192-898-8
5. When God Steps In, Miracles Happen (1 tháng 4 năm 2011) ISBN 978-1-57174-653-5
6. The Essential Path: Making the Daring Decision to Be Who You Truly Are (Tháng 6 năm 2019) ISBN 9781250218834

### Phần bổ sung
Ngoài các sách của bộ CwG, còn có một số sách hướng dẫn, sách thiền, và các sách khác được chuyển thể từ bộ CwG và đề cập đến thông điệp CwG. Những cuốn sách sau đây không có bất kỳ thông tin mới nào từ giọng nói của "Thượng đế", ngoại trừ do chính Neale Donald Walsch chấp bút, nhằm hỗ trợ việc hiểu và áp dụng các thông điệp. Bắt đầu từ năm 2008, The School of the New Spirituality, Inc. (SNS), được Walsch thành lập, khởi đầu việc xuất bản các sách hướng dẫn mới cho bộ này.
1. Re-Minder Cards: Conversations With God, Book 1 (1 tháng 8 năm 1998) ISBN 978-1-57174-118-9

### Phỏng vấn
- 'Being at One': Neale Donald Walsch Interview with Gil Dekel
- The Ed Bernstein Show-Interview Neale Donald Walsch trên YouTube
- Neale Donald Walsch on Synchronicity trên YouTube
- Neale Donald Walsch Interview with Dr. Michael Laitman